# Сулиотска война
Сулиотската война е военен сблъсък от 1803 г. в Епир между сулиотите и местния османски наместник и владетел Али паша Янински. Приключва с договор, по силата на който сулиотите напускат селищата си.

## Военни действия
Сули по османско време, както и другите райони в т.нар. Велика Влахия в Пинд, като Загори и Аграфа, се радва на автономен статут, отстояван в чести стълкновения с османските власти. През втората половина на 18. век жителите на Сули се изчисляват на около 12 хил., като живеят разпръснати в около 60 села. В 1793 година жителите на Сули разгромяват войските на Али паша и сключват мир с него.
През 1803 г. султан Селим III се обръща към Али паша като сераскер, с въпроса дали обмисля да обсади Сули, тъй като сулиотите от доста време се въоръжават посредством доставки през Парга – от френски кораби в Йонийско море. По това време Османската империя е част от т.нар. Втора антифренска коалиция.
След като Али паша се отправя със сериозен аскер към Сули, 2000 въоръжени мъже из сулиотите се събират в православната църква „Свети Георги“, където полагат клетва да се бият до смърт. Пресеченият терен принуждава Али паша да изгради укрепления в съседните на Сули села и да се подготви за дълга обсада на района.
На 3 септември 1803 г. войските на Али паша, водени от сина му Вели паша, посредством предателство успяват да вкарат 200 свои войници в едно сулиотско село, с което пробиват сулиотската укрепена защитна линия и в последна решителна битка на 7 декември 1803 г. въстаниците са разбити. След тази битка се стига до споразумение от 12 декември 1803 г., по силата на което в две колони сулиотите ще се оттеглят към Парга и Превеза, изоставяйки укрепения си планински лагер с целия район – в османски ръце.
В хода на оттеглянето на едната колона сулиоти се разиграва епизода в Залого. Сулиотите се заселват на остров Корфу, обаче през 1820 г. се споразумяват с Али паша да се завърнат в Сули, и да воюват заедно с него срещу централната власт в Цариград, която е вече в ръцете на султан Махмуд II.

## Отразяване
Сулиотската война става широко известна постфактум и по време на романтизма в цяла Европа, а и по света, най-вече заради филелинизма – в контекста на т.нар. гръцка война за независимост. Епизоди от нея са художествено отразени в романа „Граф Монте Кристо“ на Александър Дюма-баща, както и в „Архипелагът в пламъци“ на Жул Верн.